# Omezená funkce
Omezená funkce je pojem z oblasti matematické analýzy.

## Definice

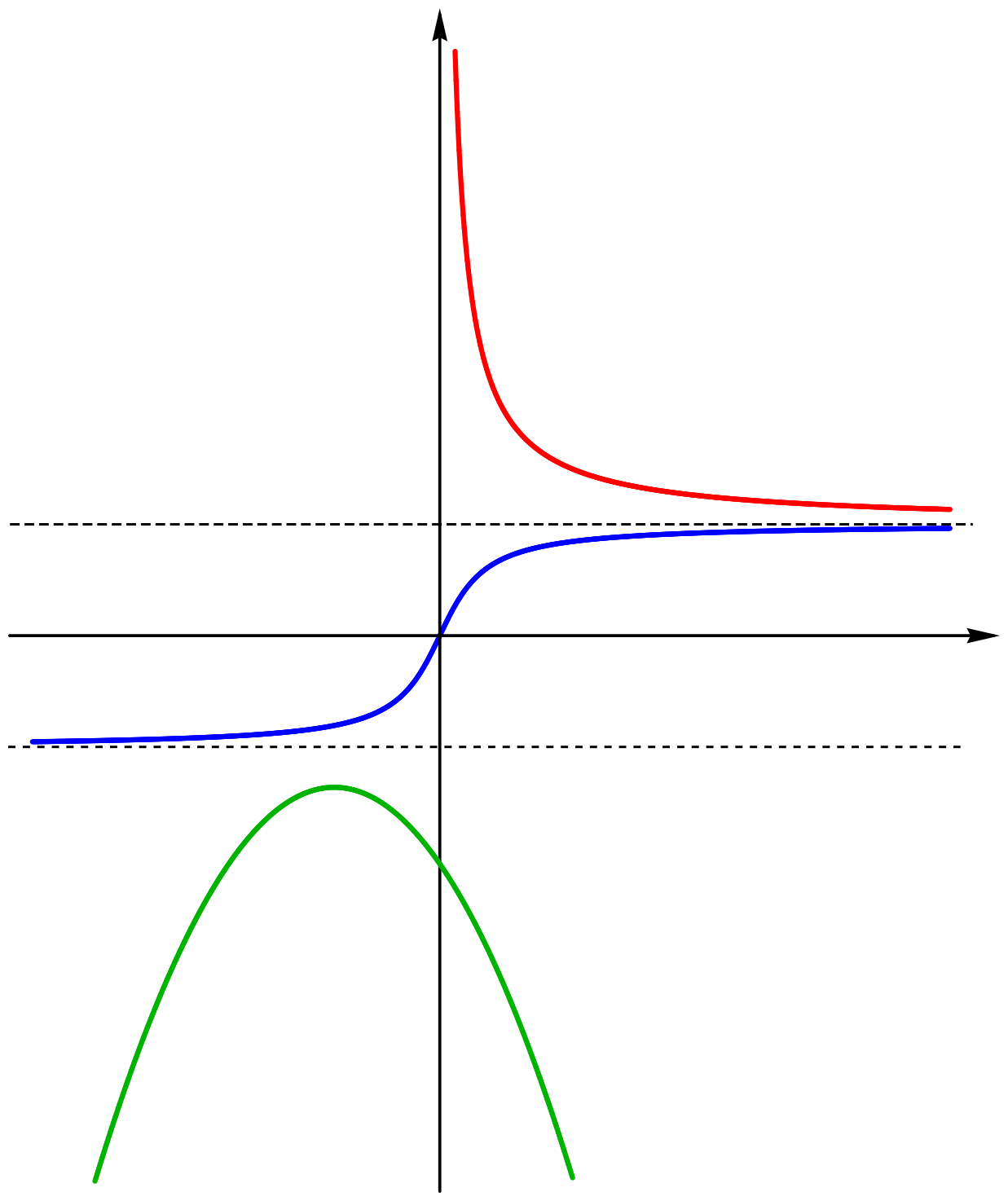
Červená funkce (Hyperbola) je omezená pouze zdola, zelená (Parabola) pouze shora a modrá (Hyperbolický tangens) je omezená shora i zdola

Mějme funkci {\displaystyle f(x)} a množinu {\displaystyle A\subseteq D(f)}.
Existuje-li číslo {\displaystyle K} takové, že pro všechna {\displaystyle x\in A} platí {\displaystyle f(x)\leq K}, pak říkáme, že funkce {\displaystyle f} je na definičním oboru {\displaystyle D(f)} shora ohraničená (omezená). Existuje-li supremum oboru hodnot {\displaystyle R(f)} funkce {\displaystyle f}, pak také existuje číslo {\displaystyle K}, a funkce je tedy shora omezená.
Existuje-li číslo {\displaystyle L} takové, že pro všechna {\displaystyle x\in A} platí {\displaystyle f(x)\geq L}, pak říkáme, že funkce {\displaystyle f} je na definičním oboru {\displaystyle D(f)} zdola ohraničená (omezená). Existuje-li infimum oboru hodnot {\displaystyle R(f)} funkce {\displaystyle f}, pak také existuje číslo {\displaystyle L}, a funkce je tedy zdola omezená.
Existuje-li číslo {\displaystyle M} takové, že pro všechna {\displaystyle x\in A} platí {\displaystyle |f(x)|\leq M}, pak říkáme, že funkce {\displaystyle f} je na definičním oboru {\displaystyle D(f)} ohraničená (omezená). Funkce omezená je tedy omezená shora i zdola, přičemž {\displaystyle M=\max\{|K|,|L|\}}.
Obor hodnot omezené funkce má konečné infimum i supremum. Pokud funkce není omezená zdola ani shora, pak je neohraničená (neomezená).